# Nucli lític

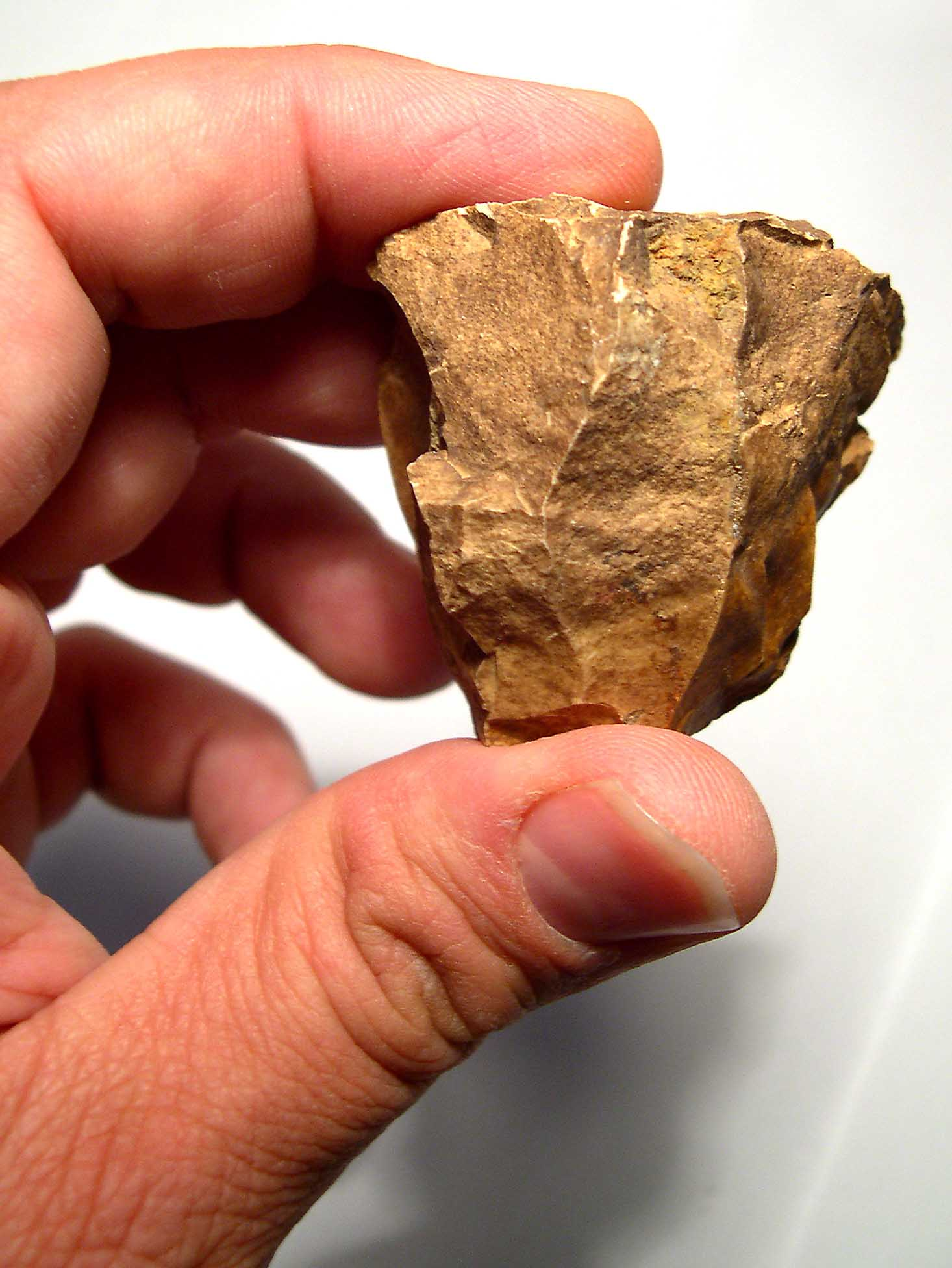
Nucli de sílex per fulles

Un nucli lític és una massa de roca homogènia tallada amb l'objectiu d'extreure ascles que proporcionin suports a una varietat indeterminada d'estris lítics. Els nuclis lítics s'exploten fins que són tan petits que no es poden utilitzar o fins que directament s'esgoten i, posteriorment, aquests nuclis abandonats o esgotats es converteixen en residus característics que solen aparèixer en major o menor abundància en els jaciments prehistòrics.

## Classificació
Els nuclis lítics es poden classificar de 3 maneres:
1. Segons del sistema tipològic (des del punt de vista de l'investigador)
2. Segons el mètode emprat (Levallois, laminar...) o de la tècnica de talla (de l'extracció percussió directa, percussió indirecta, pressió...)
3. Segons el producte final obtingut (bàsicament ascles, puntes o fulles lítiques)

## Indústria lítica
Des del punt de vista de la Indústria lítica, tots els nuclis tenen una o diverses zones d'explotació que es divideixen en els següents elements:
- Plànol de percussió (o «plataforma de percussió»): zona que rep els cops o que pateix la pressió necessària perquè la roca es trenqui i s'extreguin els productes desitjats. Els plànol de percussió poden ser de 2 tipus: plànols de percussió corticals, que són deguts a una talla monofacial, o plànols no corticals, que són els propis d'una talla bifacial. Dins d'aquests dos tipus es diferencien els plànols de percussió preparats, que són aquells preparats acuradament mitjançant petits asclats que fan l'extracció més precisa.
- Taló de l'ascla: és la part del plànol de percussió que s'adhereix a l'ascla durant l'extracció. Pot ser cortical (si el pla de percussió ho és també), llis, diedre (quan es tracta d'una extracció per talla bifacial) o facetat (en el cas que el plànol de percussió hagi estat preparat).
- Cara principal d'extracció: És la part del nucli de la qual s'extreuen les ascles o fulles. Les cares d'extracció d'un nucli també poden ser diverses, sobretot en els nuclis de talla bifacial. Aquestes cares es caracteritzen per conservar els negatius de les ascles ja extretes, cicatrius d'anteriors extraccions o de la preparació del nucli i que es converteixen en la cara superior o dorsal quan una ascla s'esqueixa del nucli. L'estructura i ordenació dels negatius d'asclats previs en una ascla o a la cara d'extracció d'un nucli aporten informació molt valuosa sobre els sistemes de talla lítica.

## Mètodes i tècniques
En l'explotació d'un nucli lític hi ha dos factors bàsics que permeten discriminar una àmplia varietat categorial d'objectes tallats:
- La posició de l'extracció: és un aspecte bàsic en la talla, no només dels nuclis, sinó també de qualsevol objecte lític tallat. La posició pot ser monofacial, quan afecta a una sola cara del nucli; bifacial, quan afecta a dues cares (sempre que les extraccions es recolzin en negatius d'asclats previs); i polifacial, quan estem davant d'una extracció més complexa que configura tres o més cares al nucli.
- La direcció de percussió: en podem distingir tres possibilitats diferents.
  - Nuclis de talla desordenada: en els quals no és possible establir una adreça de percussió dominant. És pròpia de nuclis arcaics, és a dir, de períodes prehistòrics, però no és necessàriament un indicador cronològic eficaç perquè també apareix en nuclis esgotats o aprofitats
  - Nuclis de talla centrípeta: en els quals els impactes del percussor van des de les vores cap al centre d'aquest, acabant per formar una silueta discoide en la peça. Aquest tipus de nuclis sol ser de tipus bifacial i és molt característic de l'acheulià i del Musterià, encara que es pot donar en qualsevol període de la història de l'ésser humà, per tant són un indicador cronològic relatiu i poc fiable.
  - Nuclis de talla paral·lela: són un plànol de percussió que polaritza les extraccions que es van fent de manera paral·lela. Els productes obtinguts són ascles allargades o fulles. Aquest tipus de nucli, en determinades condicions, pot ser indicador d'un cert nivell tecnològic i, depenent de si apareix unit a altres factors, pot ser un bon indicador cronològic o tecnològic.